# Miss Mato Grosso 2008
Miss Mato Grosso 2008 foi a 49ª edição do tradicional concurso de beleza feminina de Miss Mato Grosso, válido para a disputa de Miss Brasil 2008, único caminho para o Miss Universo. Este ano participaram treze (13) candidatas em busca do título que pertencia à sinopense Juliana Simon, vencedora do título no ano anterior. Comandado pelo colunista social Warner Wilon, a disputa aconteceu no Ginásio Olímpico José Carlos Pasa em Sinop  no dia 1 de Março com participação da dupla Anselmo & Rafael. Na ocasião, sagrou-se campeã a representante de Primavera do Leste, Flávia Piana, que também contou com a participação da Miss Brasil 2007, Natália Guimarães. 

## Resultados

### Colocações
| Posição   | Município e Candidata               |
| Vencedora | - Primavera do Leste - Flávia Piana |
| 2º. Lugar | - Sinop - Larissa Berté             |
| 3º. Lugar | - Nova Mutum - Mônica Huppes        |
| 4º. Lugar | - Tangará da Serra -                |
| 5º. Lugar | - Rondonópolis - Pâmela Mayara      |

### Prêmio Especial
O concurso distribuiu o seguinte prêmio: 
| Prêmio        | Município e Candidata                   |
| Miss Simpatia | - Rainha do Peladão - Poliane Rodrigues |

## Candidatas
Disputaram o título este ano: 